# Morfolino

Een morfolino-monomeer

Een morfolino is een oligonucleotide dat gebruikt wordt in de antisense-technologie om gen-knockdown te induceren. Ze zijn ook bekend onder de naam PMO (phosphorodiamidate morpholino oligo). .

## Structuur
Morfolino's zijn chemisch gesynthetiseerde moleculen die gebaseerd zijn op de structuur van natuurlijke nucleïnezuren als DNA en RNA. Ze kunnen er via klassieke baseparing (H-bruggen) mee binden. Morfolino's bestaan uit dezelfde nucleobasen, maar hebben morfoline-ringen in plaats van (desoxy)ribose-suikerringen, en in plaats van fosfaatbindingen zitten er fosphorodiamidaatgroepen tussen de bouwstenen. Het voordeel van deze vervanging, is dat de ruggengraat van de molecule neutraal geladen is (tegenover de negatief geladen fosfaatketting bij DNA en RNA)

## Werking
Morfolino's blokkeren geen RNA-moleculen (zoals siRNA), maar werken door sterische hinder.